# لانگنموزن
لانگنموزن (به آلمانی: Langenmosen) یک شهر در آلمان است که در بایرن واقع شده‌است.

## خصوصیات
لانگنموزن ۲۳٫۸۹ کیلومترمربع مساحت دارد ۴۰۳ متر بالاتر از سطح دریا واقع شده‌است.